# Фантазія (фільм, 1940)
«Фантазія» (англ. Fantasia) — музичний мультфільм і третій за рахунком класичний мультфільм компанії Волта Діснея. Картину формують дев'ять незалежних номерів, музика для яких виконувалася Філадельфійським оркестром під керівництвом Леопольда Стоковського. Кожна з дев'яти частин фільму виконана у власній стилістиці й сюжетно самостійна, а сполучними ланками між ними виступають невеликі кіновставки за участю самого диригента Стоковського і його оркестру.
«Фантазія» — це один з найсміливіших експериментів Волта Діснея. У мультфільмі вперше був використаний стерео звук (т. зв. «Fantasound»), стиль картини тяжіє до абстракціонізму та авангарду.
Найвідоміший сегмент мультфільму — «Учень чарівника» (композитор — Поль Дюка). Іконічний образ Мікі Мауса з цієї частини мультфільму був багато разів використаний компанією Діснея надалі (зокрема, у багатьох Діснейлендах), а ковпак чарівника став логотипом студії Disney-MGM.
Образ Чорнобога в номері «Ніч на Лисій горі» створив син українських емігрантів Білл (Володимир) Титла.
У 1999 році був випущений мультфільм «Фантазія-2000» із застосуванням сучасних технологій, також охоплював класичний сюжет «Учень чарівника».

## Зміст
Токката і фуга ре мінор. Абстрактні форми зображають настання світанку.
Сюїта «Лускунчик». Різнобарвні феї пробуджують квіти й гриби, які оживають та починають танцювати, поки змінюються пори року.
«Учень чаклуна». Мікі Маус, учень чаклуна, засинає та бачить сон, у якому він сам — могутній чаклун, який оживлює мітли, щоб вони працювали замість Мікі. Проте Мікі не знає як їх спинити. Нарешті чаклун повертається та проганяє учня, що заснув, знехтувавши роботою. Мікі біжить до диригента Стаковського та дякує йому за музику.
«Ритуал весни». Цей епізод зображає історію Землі. З космічного пилу утворюється розжарена планета, вона холоне, наповнюється океанами, де виникає життя. З води виходять динозаври. Кульмінація епізоду — це битва між тиранозавром і стегозавром. Стегозавр гине, а потім настає посуха і динозаври вимирають. Пустелю накриває повінь.
«Пасторальна симфонія». Спершу музика та розмови зображені як спектрограма. Потім слідує міфологічна вставка, де біжать різнобарвні єдинороги, що зустрічають маленьких сатирів. До їхніх забавок приєднуються пегаси, німфи, амури, кентаври та Вакх. Але втручається Зевс, кидає блискавки та шле вітри. Коли негода завершується, міфічні істоти виходять на осоння та бачать у небі Іриду. Мирне життя триває до вечора.
«Танець годин». Різні тварини танцюють балет: страуси, гіпопотами, слони, крокодил.
«Ніч на Лисій горі» та «Аве Марія». Вночі демон Чорнобог скликає звідусіль своїх слуг: кажанів, грифів, душі грішників, відьом, бісів. Вони танцюють серед вогню та диму. Чорнобог хоче продовження, але лунає церковний дзвін. Злі сили ховаються і Чорнобог затуляється крилами від ранкового світла. Гурт людей зі свічками прямує крізь ліс у печеру, з якої відкривається краєвид на світанок.

## Український дубляж
Фільм дубльовано студією «Le Doyen» на замовлення «Disney Character Voices International» у 2010 році.
- Режисер дубляжу — Анна Пащенко
- Перекладач — Роман Дяченко
- Мікс-студія — Shepperton International
- Творчий консультант — Міхал Войнаровський
- Оповідач — Михайло Войчук

Ролі дублювали:
- Юрій Кудрявець — Мікі Маус
- Андрій Мостренко — Стоковський